# المجلس النرويجي للاجئين
المجلس النرويجي للاجئين (بالنرويجية: Flyktninghjelpen) (The Norwegian Refugee Council (NRC منظمة إنسانية غير حكومية نرويجية تختص بمساعدة الناس وحقوق الإنسان في الدول التي تستضيف اللاجئين وتحسين معيشتهم من مواد غذائية وغيرها من متطلبات الحياة أو التي يكون فيها النزوح الداخلي مثل دول الشرق الأوسط التي جرت بها بعض الأحداث مثل سوريا وغيرها.